# WWE Studios
WWE Studios, Inc. es una empresa con sede en la ciudad de Los Ángeles, California, en los Estados Unidos, que fue creada en 2002 por WWE, una empresa de entretenimiento deportivo, propietaria de una serie de elementos multimedia (principalmente televisión, Internet y eventos en vivo) relacionados con la promoción de lucha libre profesional, con la finalidad de producir largometrajes. Anteriormente, la WWF había producido en 1989 la película No Holds Barred con Hulk Hogan; la filial fue creada con el nombre de WWE Films y el 21 de julio de 2008 cambió a la denominación actual.

## Historia
Antes de convertirse en un estudio independiente, WWE Films estaba volcada principalmente hacia la coproducción y había coproducido cuatro filmes; posteriormente produjo —ya en forma exclusiva— otras seis películas. De estas últimas, The Marine fue la primera en ser filmado, pero fue See No Evil el primer filme en estrenarse.
WWE Studios anunció que tiene contratado a Stone Cold Steve Austin para protagonizar tres películas.
Como conforme al sistema de calificación usado para sus películas los menores de 17 años debían estar acompañados por un adulto, la empresa para ampliar su público cambió el sistema, con lo cual esa restricción alcanzaba solo a los menores de 13 años. A comienzos de 2010 la empresa anunció que producirá la comedia The Chaperone, con la cual concreta un nuevo enfoque empresario con la filmación de películas familiares.

## Filmografía

### Como coproductores
- El Rey Escorpión (2002) - protagonizada por The Rock
- El tesoro del Amazonas (2003) - protagonizada por The Rock
- Pisando fuerte (2004) - protagonizada por The Rock
- Tras la línea enemiga 3: Colombia (2009) - protagonizada por Ken Anderson
- Countdown (2016) - Protagonizada por Kane y Dolph Ziggler

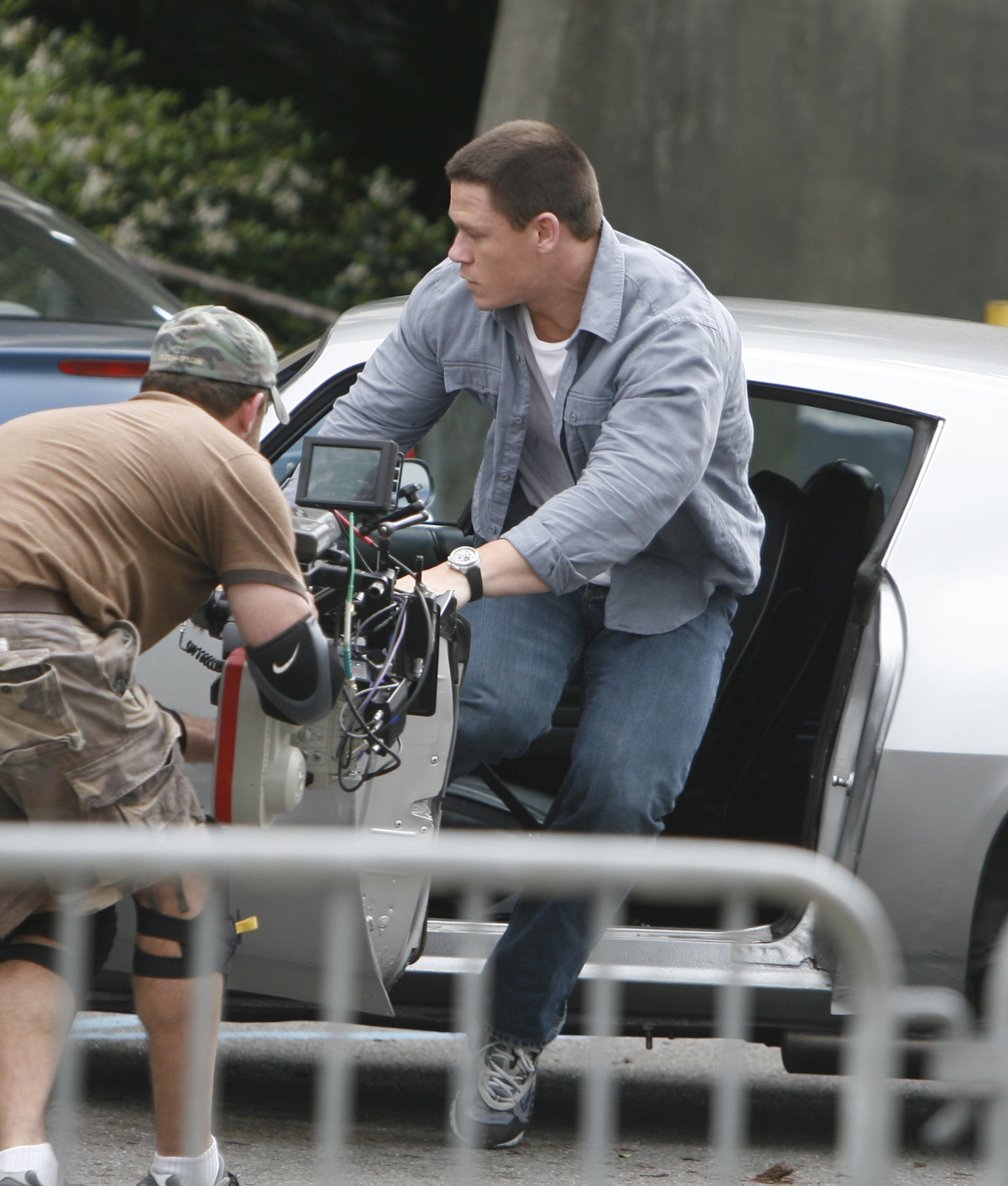
John Cena filmando en el set de 12 Rounds.

### Como productores únicos
- La Manía de WrestleMania (2004) - una película documental de las Superestrellas de la WWE a través de WrestleMania XIX
- See No Evil (2006) - protagonizada por Kane
- The Marine (2006) - protagonizada por John Cena
- The Condemned (2007) - protagonizada por Stone Cold Steve Austin
- Behind Enemy Lines: Colombia (2009) - protagonizada por Mr. Kennedy
- 12 Rounds (2009) - protagonizada por John Cena
- The Marine 2 (2009) Direct-to-DVD - protagonizada por Ted DiBiase, Jr.
- Knucklehead (2010) - protagonizada por The Big Show
- Legendary (2010) - protagonizada por John Cena
- That's What I Am (2011) - protagonizada por Randy Orton
- The Chaperone (2011) - protagonizada por Triple H
- The Reunion - protagonizada por John Cena
- No One Lives - protagonizada por Brodus Clay
- Bending The Rules - protagonizada por Edge
- The Marine 3: Homefront - protagonizada por The Miz
- Dead Man Down - protagonizada por Wade Barrett
- 12 Rounds 2: Reloaded - protagonizada por Randy Orton
- Christmas Bounty - protagonizada por The Miz
- Leprechaun: Origins - protagonizada por Hornswoggle
- See No Evil 2 - protagonizada por Kane
- Jingle All the Way 2 - protagonizada por Santino Marella
- The Marine 4: Moving Target - protagonizada por The Miz
- Vendetta (2015) - protagonizada por Big Show.
- Pequeño ayudante de Santa Claus (Santa's Little helper) - protagonizada por The Miz y Paige
- 12 Rounds 3: Lockdown (2015)  - protagonizada por Dean Ambrose
- The Marine 5: Battleground (2017) - protagonizada por The Miz y Bo Dallas
- The Marine 6: Close Quarters (2018) - protagonizada por The Miz, Shawn Michaels y Becky Lynch

## Rendimiento de taquilla
| Cine          | Fecha de salida          | Taquilla (Estados Unidos) | Taquilla (Fuera de EE. UU.) | Recaudación Mundial | Clasificación en Los Estados Unidos |
| ------------- | ------------------------ | ------------------------- | --------------------------- | ------------------- | ----------------------------------- |
| See No Evil   | 19 de mayo de 2006       | 15.032.800 dólares        | 3.338.168 dólares           | 18.420.968 dólares  | #6                                  |
| The Marine    | 13 de octubre de 2006    | 18.844.784 dólares        | 3.320.824 dólares           | 22.165.608 dólares  | #6                                  |
| The Condemned | 27 de abril de 2007      | $ 7,371,706               | 1.263.477 dólares           | $ 8,635,183         | #9                                  |
| 12 Rounds     | 27 de marzo de 2009      | 12.234.694 dólares        | $ 22,498,325                | 34.733.019 dólares  | #7                                  |
| Legendary     | 10 de septiembre de 2010 | $ 200.393                 | -                           | -                   | #38                                 |
| Knucklehead   | 22 de octubre de 2010    | $ 7.927                   | -                           | -                   |                                     |